# Василіянські монастирі на Поділлі
Василіянські монастирі на Поділлі в XVIII ст. — чоловічі та жіночі монастирі Чину Святого Василія Великого (василіяни і василіянки), які діяли в межах території Поділля (Подільське і Брацлавське воєводства Речі Посполитої) у XVIII ст.

## Список монастирів

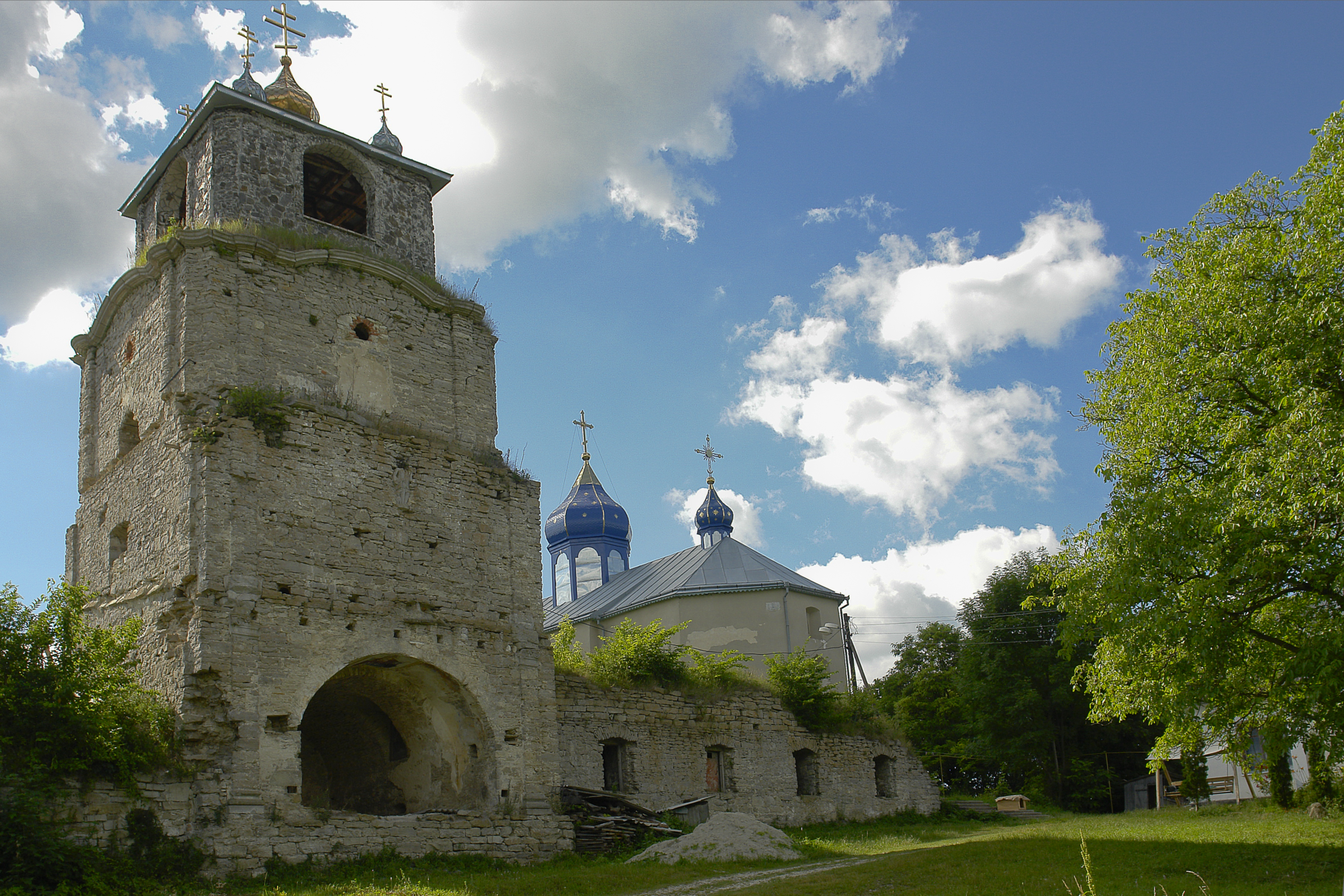
Сатанівська Слобідка. Троїцький монастир

1. Барський (м. :Бар, Вінницької обл.) діяв у 1715–1837 рр., Подільське воєводство;
2. Вінницький жіночий благовіщенський (1845 р. перенесений до м. Браїлів Вінницької обл.) діяв у 1723–1795 рр., Брацлавське воєводство;
3. Вінницький чоловічий (м. Вінниця; не існує), діяв у 1726–1751 рр., Брацлавське воєводство;
4. Галайківський (с. Галайківці, Муровано-Куриловецького району Вінницької обл) (?–1745);
5. Головчинський (з 1955 р. с. Кармалюкове Жмеринського району Вінницької обл.) діяв у 1739–1795 рр., Подільське воєводство;
6. Голодьківський (с. Голодьки Хмільницького району, Вінницької обл.) діяв  до 1745 р., Брацлавське воєводство;
7. Гранівський (с. Гранів Гайсинського району Вінницької обл.), діяв у 1739–1795 рр., Брацлавське воєводство;
8. Калинівський (біля м. Шаргорода Вінницької обл.), діяв у 1718–1748 рр., перенесений до Шаргорода, Подільське воєводство;
9. Кам'янецький Свято-Троїцький (м. Кам'янець-Подільський, Хмельницької обл.) діяв у 1722–1795 рр., Подільське воєводство;
10. Кліщівський (с. Кліщів, Тиврівського району Вінницької обл.), XVIII ст.–90-ті роки XVIII ст., Брацлавське воєводство;
11. Коржовецький (с. Коржівка, Немирівський район, Вінницька область), діяв у 1742–1745 рр., Подільське воєводство;
12. Летичівський (м. Летичів Хмельницької обл.), діяв у 70-ті роки XVIII ст.–90-ті роки XVIII ст.;
13. Лядавський скельний (с. Лядава, Могилів-Подільського району, Вінницької обл.), (?-1745), Подільське воєводство;
14. Малієвецький (Маліївський, с. Маліївці, Дунаївецького району, Хмельницької обл.), 1708–1810, Подільське воєводство;
15. Рожецький або Микулинецький (Літинського району, Вінницької обл.; не існує) близько 1716 р. — 6 липня 1796 р., Брацлавське воєводство;
16. Сатанівський монастир (м. Сатанів, Хмельницької обл.), діяв у 1707–1793 рр., Подільське воєводство;
17. Уманський (м. Умань Черкаської обл.), діяв у 1765–1834 рр., Брацлавське воєводство;
18. Шаргородський (м. Шаргород Вінницької обл.), діяв у 1748–1795 рр., Подільське воєводство.